# Pachygone yunnanensis
Pachygone yunnanensis är en tvåhjärtbladig växtart som beskrevs av Hsien Shui Lo. Pachygone yunnanensis ingår i släktet Pachygone och familjen Menispermaceae. Inga underarter finns listade i Catalogue of Life.